# Корнудо цейлонський
Корнудо цейлонський (Batrachostomus moniliger) — вид дрімлюгоподібних птахів родини білоногових (Podargidae).

## Поширення
Вид поширений на Шрі-Ланці та південному заході Індії у Західних Гатах. Живе у тропічному вологому лісі, хоча може траплятися у в сухому лісі, і на плантаціях.

## Опис
Птах завдовжки до 23 см з великою головою та широким дзьобом. Над дзьобом є пучок щетинкоподібного пір'я. Самці сіро-коричневі, а самиці мають каштанове або червонувато-коричневе забарвлення.

## Спосіб життя
Активний вночі. Вдень переховується між гілками дерев. Живиться комахами та дрібними безхребетними. Сезон розмноження на півдні Індії — січень-квітень, а на Шрі-Ланці — лютий-березень. Гніздо будує на розвилці гілок. У гнізді одне біле яйце. Насиджують обидва батьки почергово.